# Réceswinthe
Réceswinthe (en gotique 𐍂𐌰𐌹𐌺𐌰𐍃𐍅𐌹𐌽𐌸𐍃 Raikaswinþs, en espagnol, Recesvinto) est un roi wisigoth d'Hispanie et de Septimanie de 653 à 672.

## Biographie
À partir de 649, Réceswinthe partage le pouvoir avec son vieux père Chindaswinthe, puis règne seul à partir de 653 sur un royaume wisigoth qui comprend la péninsule Ibérique et la Septimanie (Gothie). Son règne, assez long pour un roi wisigoth (4 ans en co-règne puis 19 ans seul), est notamment marqué par la paix. Luc de Tuy dit que le roi était si doux et si humble de cœur qu'il avait l'air d'un sujet au milieu de ses sujets. Cependant, le début de son règne fut troublé par la révolte d'un noble wisigoth, Froïa qui, avec l'aide des Vascons, ravagea la vallée de l'Èbre et assiégea Saragosse pendant plusieurs mois. Réceswinthe, à la tête d'une armée, força Froïa à lever le siège et chassa les Vascons.
Début 654, Réceswinthe promulgue un nouveau code de lois, le Liber Iudiciorum, en remplacement des lois wisigothiques, qui établit une même loi unique pour les Wisigoths et les Hispano-Romains du royaume, facilitant en particulier les mariages mixtes entre les deux peuples. Ce Liber Iudiciorum ou Forum Iudicum, qui montre peu d'influence germanique, s'inspire beaucoup du droit de Justinien sur la structure duquel il est construit. Il démontre que la conquête de Justinien a eu des répercussions jusque dans l'ancien Empire romain d'Occident.
Réceswinthe obligea les Juifs de son royaume à promettre « volontairement et paisiblement de ne plus commettre d'incestes à la mode juive, de ne plus se circoncire, de ne plus observer ni le Chabbat, ni la Pâque juive, de ne plus se marier qu'avec des chrétiens et d'observer les rites chrétiens dans les fêtes et les mariages ».
Les conciles de Tolède, la capitale, deviennent l'un des principaux organes du pouvoir et les évêques le meilleur soutien de la monarchie. Will Durant écrit dans L'Âge de la foi : « Par leur éducation et une organisation supérieure, ils [les évêques] dominaient les nobles qui siégeaient avec eux lors des conciles de Tolède ; et bien que l'autorité du roi fut théoriquement absolue, et qu'il choisissait les évêques, ces conseils l'avaient élu, et exigeaient le respect des engagements politiques précédemment tenus ».
Pour Henri Leclercq, « malgré son aptitude pour le gouvernement qui lui a attiré les louanges de saint Taïon (Taius (en)) et qui lui fit choisir saint Hildefonse en qualité de primat de Tolède, Réceswinthe manquait de plusieurs qualités qui font les grands rois ; en outre, il était débauché et il laissa tomber la discipline militaire jusqu'à la pleine décadence ».
Réceswinthe est à l'origine de la construction de l'Église Saint-Jean-Baptiste de Baños de Cerrato, qui est actuellement la plus ancienne d'Espagne.

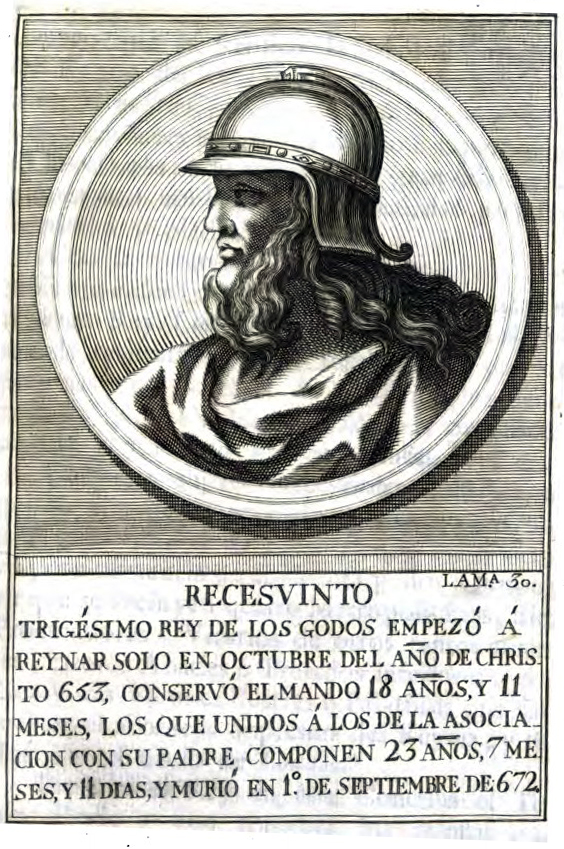
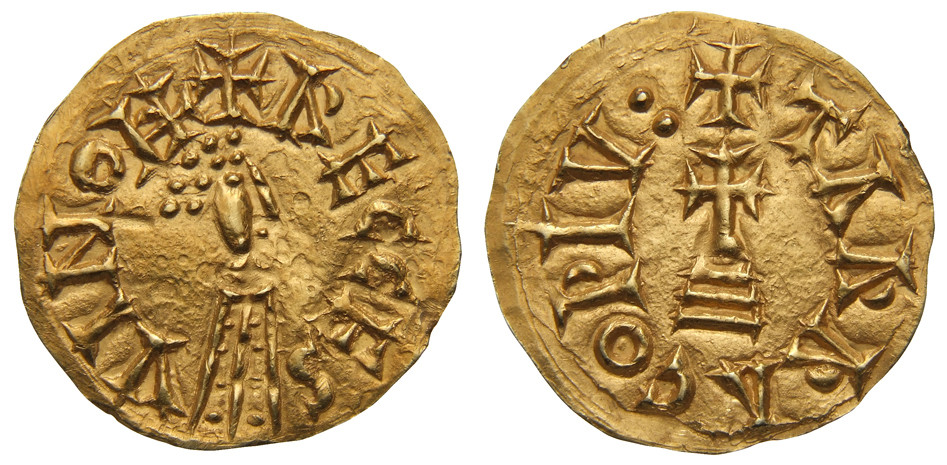
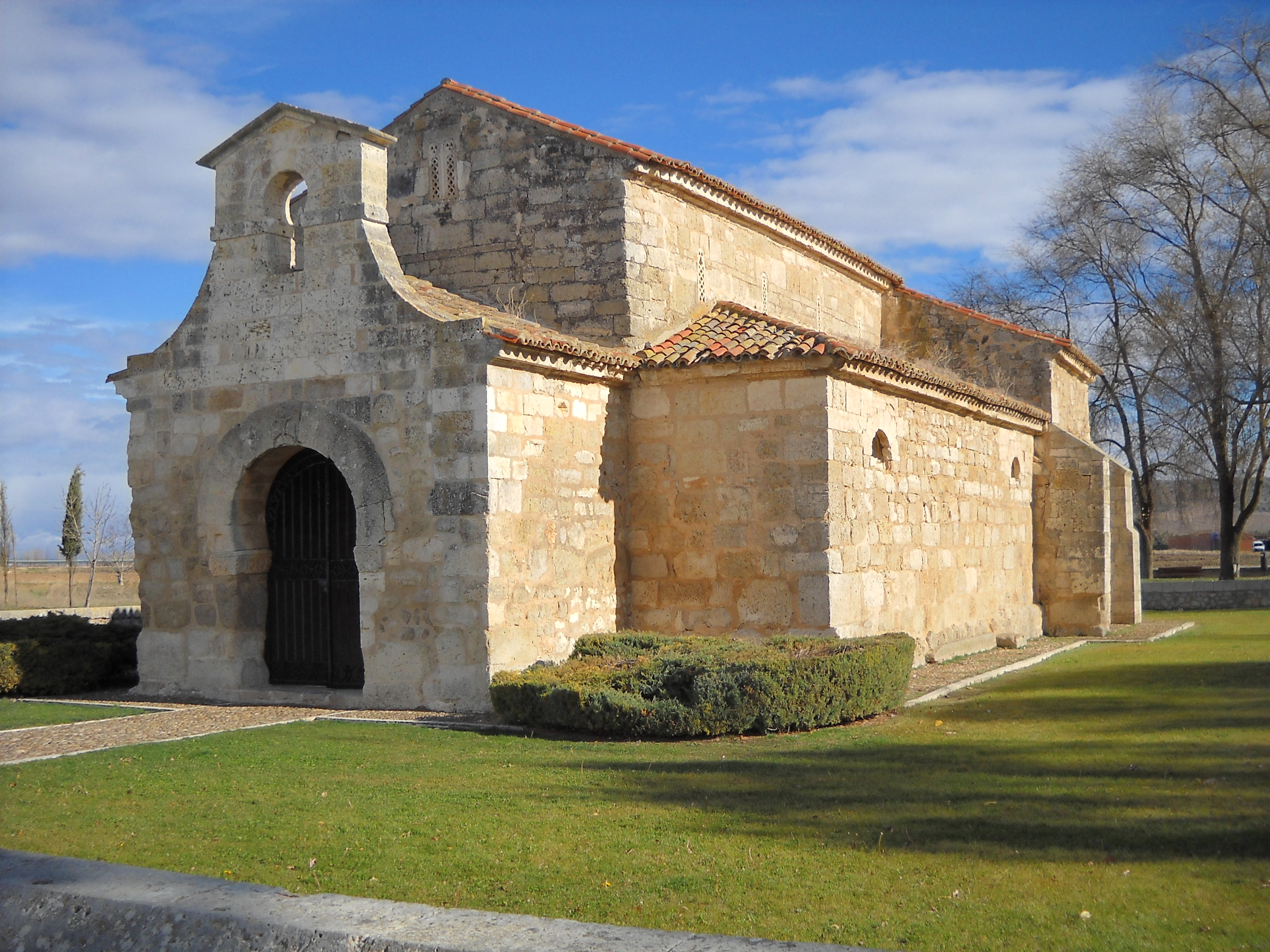
Église Saint-Jean-Baptiste de Baños de Cerrato, consacrée par Réceswinthe.

## La couronne votive
La couronne votive de Réceswinthe se trouve au musée archéologique national de Madrid. Parmi les couronnes, en or et en pierres précieuses, est celle qui attire le plus l'attention en raison de son orfèvrerie et de sa beauté avec des lettres qui y sont suspendues, dans lesquelles on peut lire RECCESVINTHVS REX OFFERET (« Le roi Réceswinthe l'a offert »). L'un des exemples les plus frappants de l'art wisigoth en Hispanie, est dû à l'invention du trésor de Guarrazar, un trésor d'orfèvrerie composé de couronnes et de croix que plusieurs rois de Tolède ont offert en leur temps comme une exaltation. Il a été exhumé entre 1858 et 1861 sur le site archéologique appelé Huerta de Guarrazar, situé dans la ville de Guadamur, près de Tolède.

Couronne votive de Réceswinthe, le trésor de Guarrazar (Espagne).
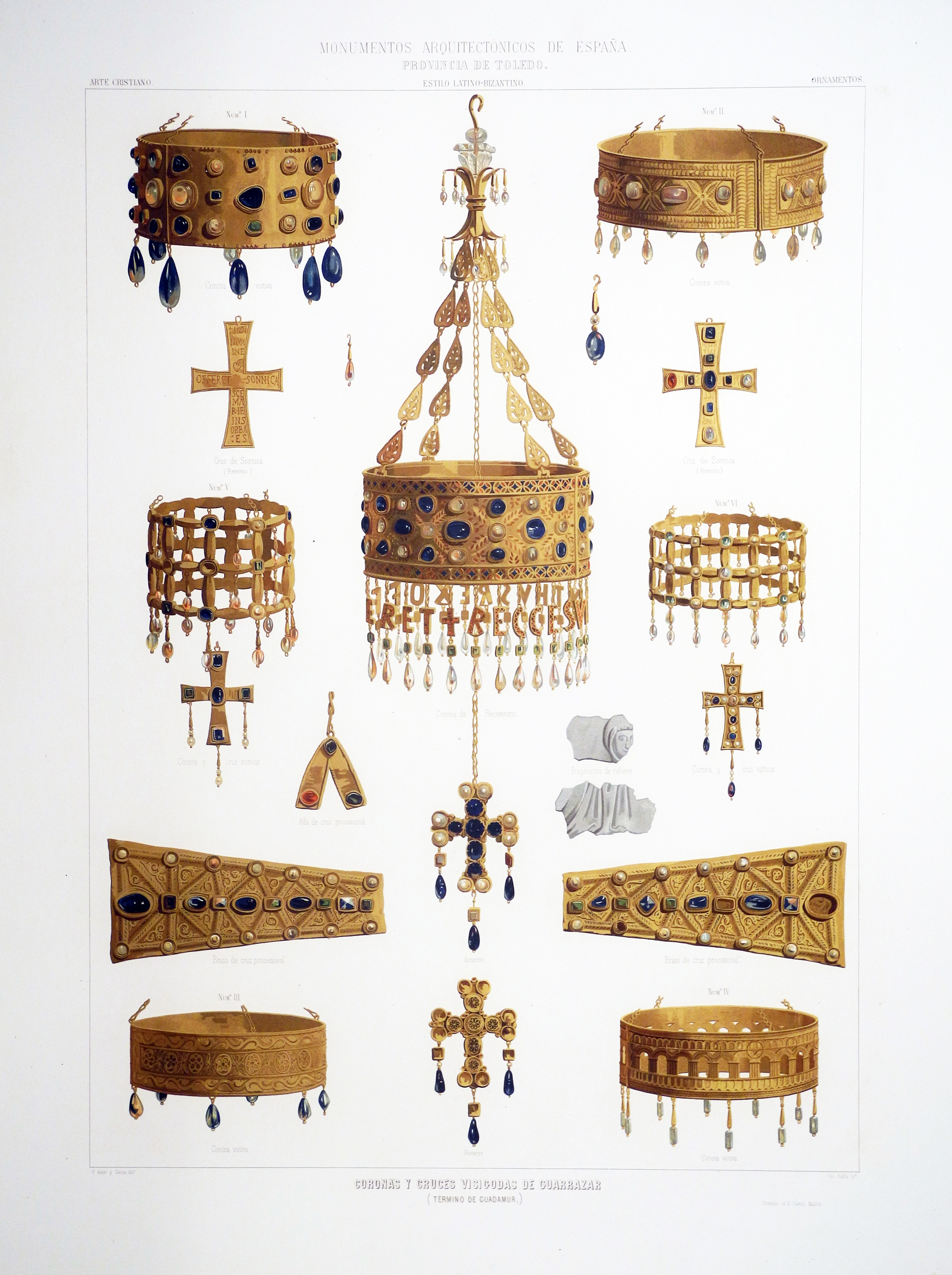
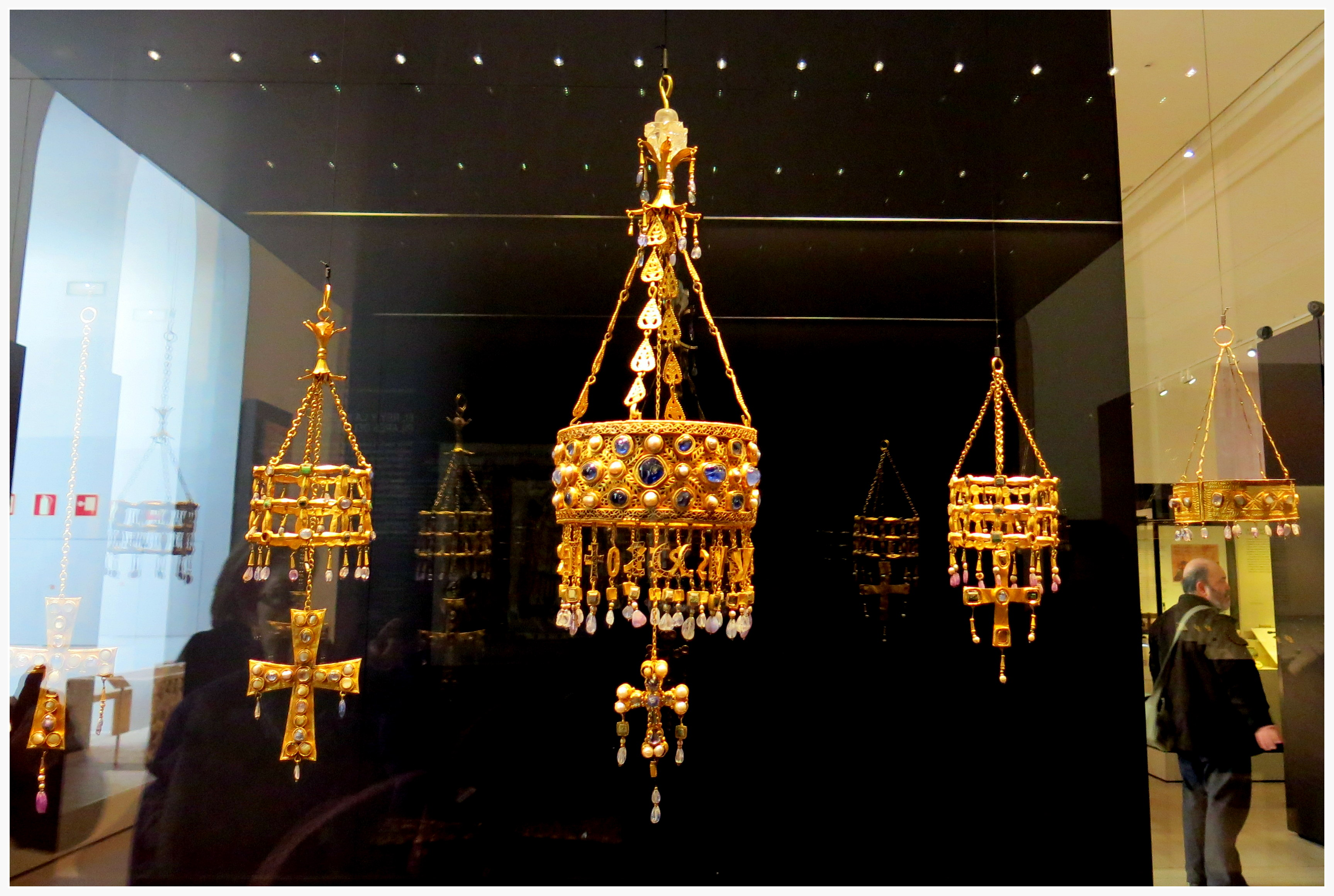
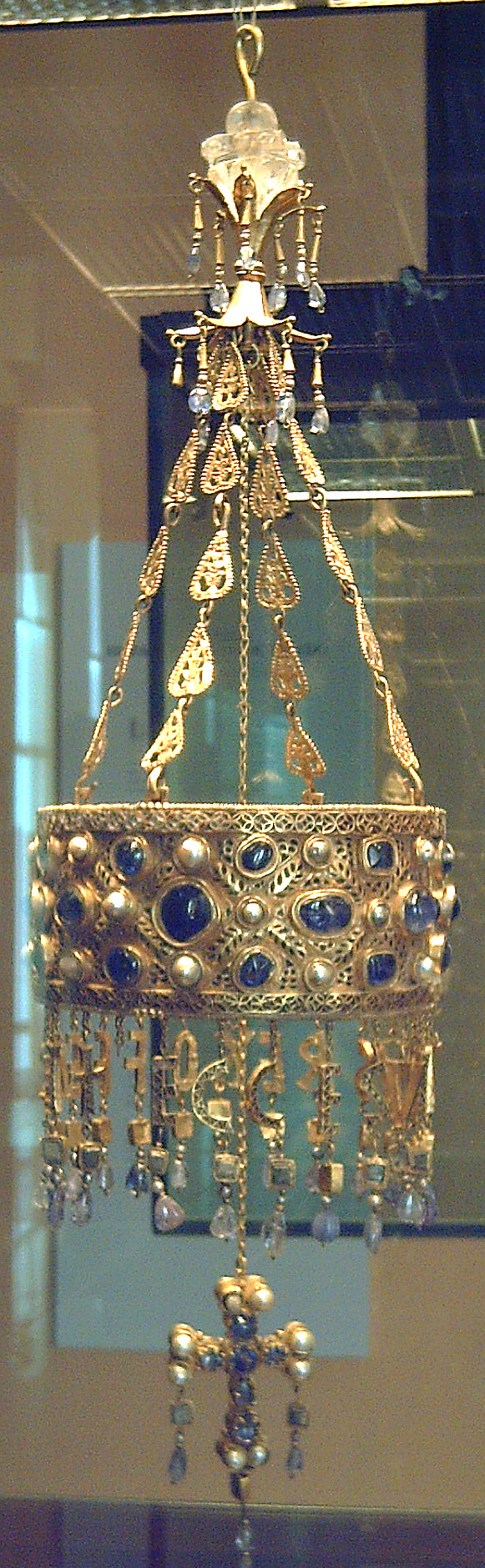
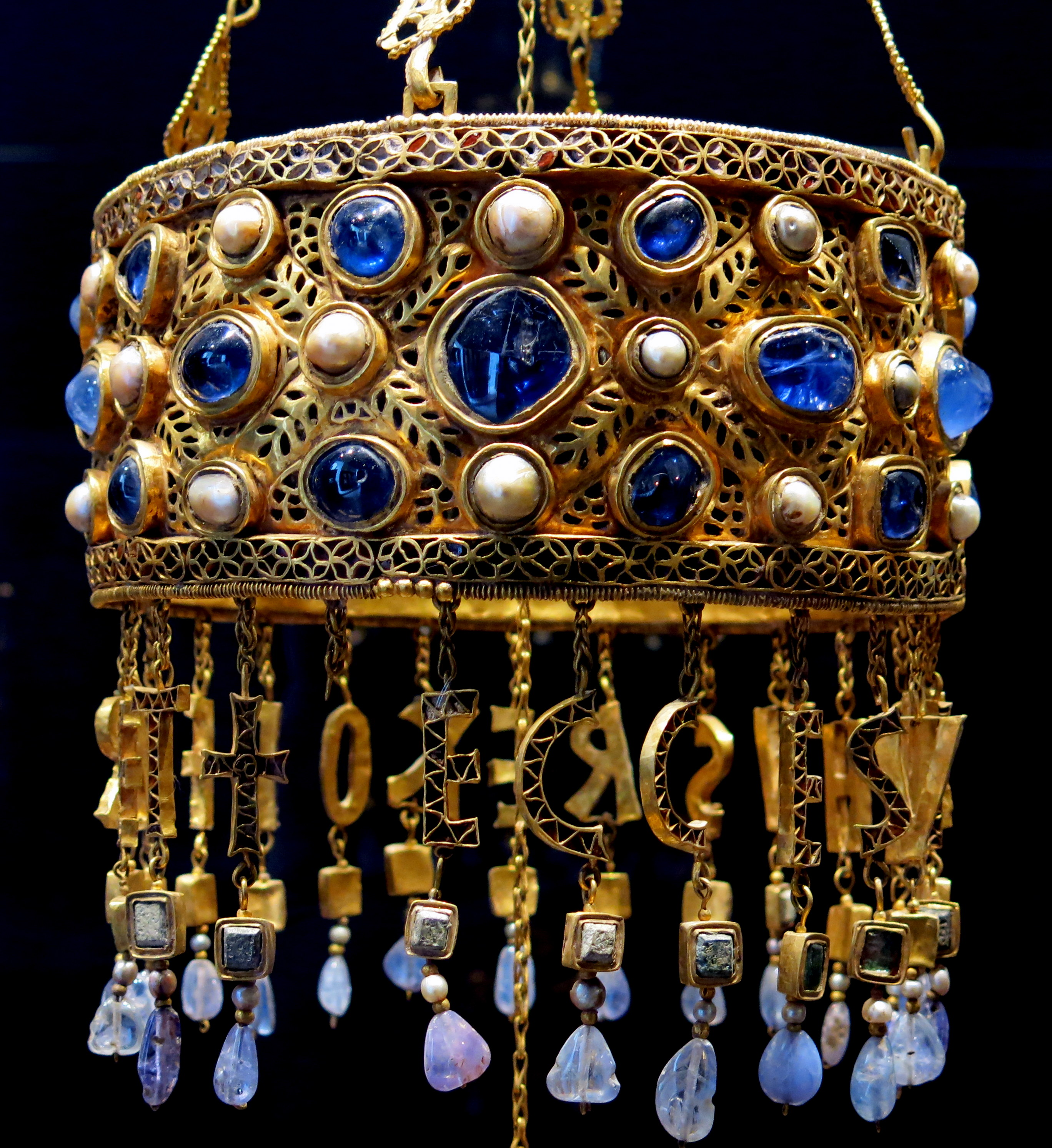

## Hommages
En Espagne, plusieurs rues et places portent son nom (Calle Recesvinto), notamment à Madrid, Carthagène, Dos Hermanas et Guadamur (Plaza Recesvinto).